# Crème fraîche

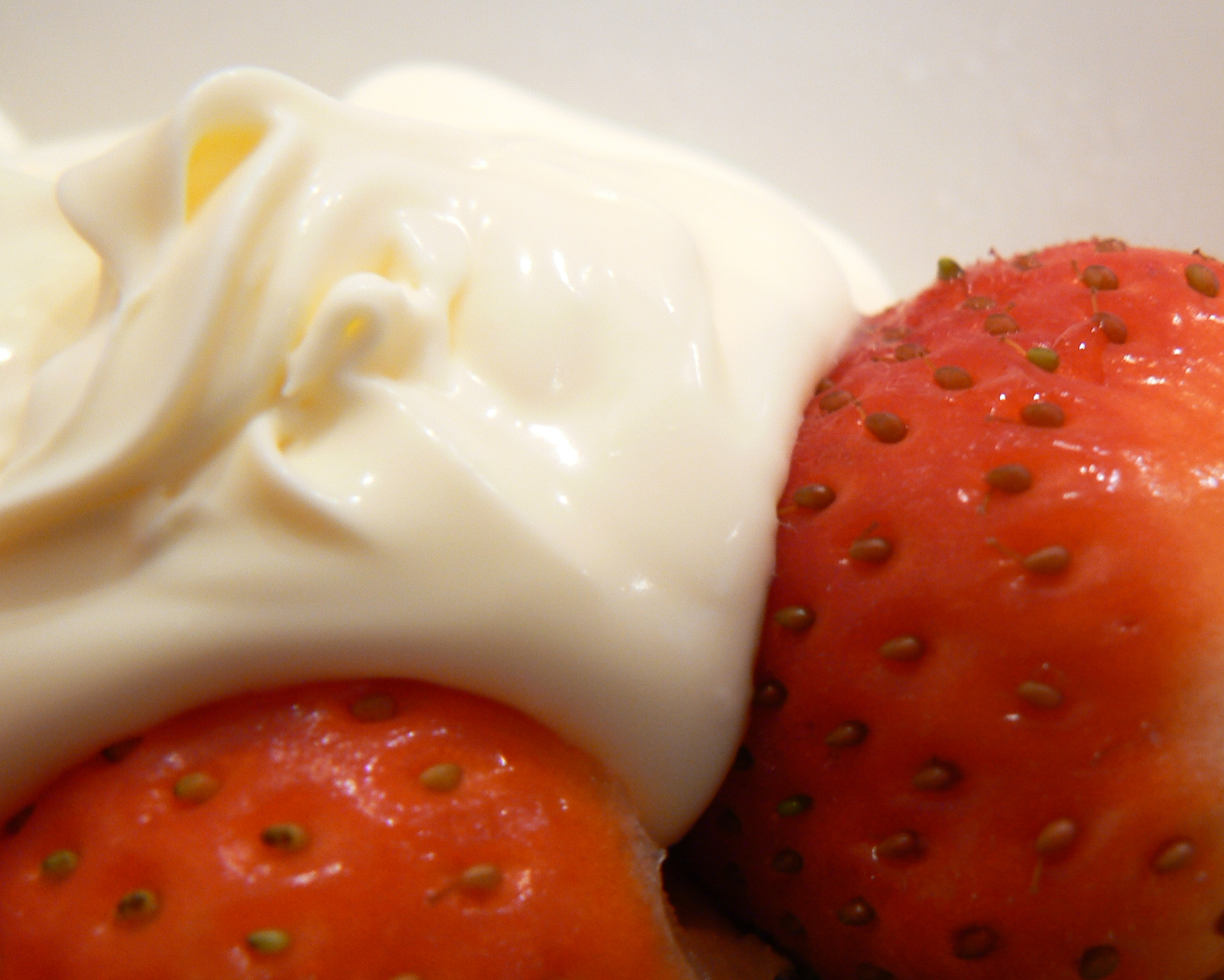
Jahody a crème fraîche

Crème fraîche ([krem freš], francouzsky doslova čerstvá smetana) je název mléčných výrobků původem z Francie. Créme fraîche se vyrábí z kravského mléka a musí obsahovat nejméně 30 % tuku v sušině. Výrobek obsahuje nejvýše 15 % mléčného cukru (laktózy), tím je také lépe stravitelný pro lidi s poruchou trávení laktózy (alaktázie).
Crème fraîche se dělí na „liquide“ (tekutá) – obdoba české smetany ke šlehání. Druhá verze je „épaisse“ (hustá), smetana vyzrálá pomocí bakterií mléčného kvašení a která má blíže k české zakysané smetaně. Pokud není druh upřesněn, je ve Francii zpravidla myšlena nekysaná verze liquide.

## Výroba
Créme fraîche se vyrábí ze smetany, do které se přidávají mléčné bakterie. Po 18 až 40 hodinách a při teplotě mezi 20 až 40 °C výrobek pomocí mléčných bakterií zkysne. Tímto získá crème fraîche svoji zvláštní chuť a konzistenci. Stabilizátory ani konzervační prostředky nejsou při výrobě povoleny, konzervuje se pasterizací. Vedle crème fraîche existuje ještě crème double, který obsahuje vyšší procento tuku a jedná se o sladkou smetanu.  